# 2013年の経済
2013年の経済（2013ねんのけいざい）では、2013年の経済分野に関する出来事について記述する。

## できごと

### 1月
- 1日
  - 東京証券取引所（東証）と大阪証券取引所（大証）が経営統合し持株会社「日本取引所グループ」を設立、世界第3位の証券取引所となる[1]。
  - 復興特別所得税を導入（2037年まで）[2]。
  - 東京電力が福島復興本社を設立[3]。
  - 近鉄グループの旅行会社、近畿日本ツーリストとクラブツーリズムの2社が経営統合。JTBに次ぐ日本国内第2位の旅行会社となる[4]。
  - 造船会社、ユニバーサル造船とアイ・エイチ・アイ マリンユナイテッドが合併し、ジャパン マリンユナイテッドが発足[5]。
- 4日
  - みずほ証券が、みずほインベスターズ証券を吸収合併[6]。
  - 外国為替市場でドル/円が2年5ヶ月ぶりのドル高の88円41銭になった[7]。
- 9日 - 人民元が上海外国為替市場で最高値6.2216元/ドルを記録。
- 10日
  - フィッチは 南アフリカ共和国の信用格付けを「BBB+」から「BBB」に引き下げた。格付け見通しは「安定的」[8]。
  - ムーディーズは キプロスの国債格付けを「B3」から「Caa3」に3段階引き下げた。格付け見通しは「弱含み」[9]。
- 11日
  - 外国為替市場でドル/円が2010年6月28日以来のドル高の89円45銭になった[10]。
  - 外国為替市場でユーロ/円が2011年5月以来のユーロ高の119円35銭になった[10]。
  - 金現物価格(消費税込)が32年4カ月ぶりの高値の5067円になった[11]。
  - 東京工業品取引所の金先物は一時1982年の上場来高値の4820円になった[11]。
  - 東京株式市場の日経平均終値は2011年2月21日以来の高値の10801円57銭になった[12]。
- 14日 - 音楽ソフト販売大手のHMV（英国）が経営破綻。
- 18日
  - 外国為替市場でドル/円が2010年6月23日以来のドル高の90円21銭になった[13]。
  - 外国為替市場でユーロ/円が2011年5月4日以来のユーロ高の120円71銭になった[13]。
  - 東京工業品取引所の金先物は一時1982年の上場来高値の4907円になった[14]。
  - 東京株式市場の日経平均終値は2010年4月30日以来の高値の10913円30銭になった[15]。
  - 金現物価格(消費税込)が32年4カ月ぶりの高値の5145円になった[16]。
- 21日 - 金現物価格(消費税込)が32年ぶりの高値の5146円になった[17]。
- 22日 - 日本銀行は「中長期的な物価安定の目途」を「物価安定の目標」に変更し、物価上昇率を1%から2%に引き上げ、「できるだけ早期」の目標実現を表明した[18]。
- 25日
  -  デンマークの中央銀行は政策金利を0.1%引き下げ0.3%とした[19]。
  - フィッチは キプロスの格付けを「BB-」から「B」に引き下げた。格付け見通しは「弱含み」[20]。
  - 外国為替市場でドル/円が2年7カ月ぶりのドル高の91円20銭になった[21]。
  - 外国為替市場でユーロ/円が1年9カ月ぶりのユーロ高の122円78銭になった[13]。
  - 東京株式市場の日経平均終値は2010年4月30日以来の高値の10926円65銭になった[22]。
- 29日 -  インドの中央銀行は政策金利(レポ金利)を0.25%引き下げ7.75%にすると発表した[23]。
- 30日
  - フィッチは エジプトの長期外貨建て発行体デフォルト格付けと長期自国通貨建て発行体デフォルト格付けをともに「B+」から「B」に引き下げた。格付け見通しはともに「弱含み」[24]。
  - 東京工業品取引所の金先物は一時1982年の上場来高値の4944円になった[25]。
- 31日
  - セブン&アイ・ホールディングスの系列企業そごう・西武直営の百貨店、西武沼津店（静岡県沼津市）とそごう呉店（広島県呉市）の2店がこの日を以て営業終了[26][27]。
  - J.フロント リテイリングの傘下企業大丸松坂屋百貨店直営の百貨店、大丸新長田店（兵庫県神戸市長田区）がこの日を以て閉店[28]。
  - 金現物価格(消費税込)が32年4ヶ月ぶりの高値の5189円になった[25]

### 2月
- 1日
  - 外国為替市場でユーロ/円が2010年4月以来のユーロ高の126円97銭になった[29]。
  - 外国為替市場でドル/円が2010年5月以来のドル高の92円97銭になった[29]。
  - 外国為替市場でユーロ/ドルが1年2ヶ月ぶりのユーロ高の1.3711ドルになった[29]。
  - 東京株式市場の日経平均終値は1191円34銭になった[30]。
  - 日経平均は2012年11月-2013年2月にかけて12週連続で上昇し、「岩戸景気」の1958年12月-1959年4月にかけての17週連続に次ぐ54年ぶりの記録となった[31][32][33]。
  - 日本たばこ産業（JT）が主力銘柄の「マイルドセブン」を「メビウス」に名称変更。
- 5日 - 白川方明日本銀行総裁がこの日、4月8日の任期満了を待たずに3月19日を以て前倒しで辞任する意向を安倍晋三首相に伝えた[34]。
  -  セルビアの中央銀行は政策金利(1週間物レポ金利)を0.25%引き上げ11.75%にすると発表した[35]。
- 6日
  -  ポーランドの中央銀行は政策金利(7日物レファレンス金利)を0.25%引き下げ3.75%にすると発表した[36]。
  - 東京株式市場の日経平均終値は2010年4月以来の高値の1万1463円75銭になった[37]。
  - 外国為替市場でユーロ/円が10年4月以来のユーロ高の127円71銭になった[37]。
  - 外国為替市場でドル/円が2010年5月以来のドル高の94円06銭になった[37]。
  - 東京工業品取引所の金先物は一時1982年の上場来高値の5068円になった[38]。
- 8日 - ベネズエラが通貨ボリバルを1ドル4.3ボリバルから6.3ボリバルに切下げを発表。
- 11日 - 外国為替市場でドル/円が2年9カ月ぶりのドル高の94円46銭になった[39]。
- 12日
  - 東京工業品取引所が東京穀物商品取引所の役割を引継ぎ、東京商品取引所が発足。
  - 関西商品取引所が大阪堂島商品取引所に名称変更[40]。
  - ムーディーズは エジプトの国債格付けを「B2」から「B3」に引き下げた[41]。
- 14日 - マニラ株式市場、ジャカルタ株式市場で過去最高値を更新。
- 19日 - 2月の日本百貨店協会による全国百貨店売上高は、前年同月比0.3%増（店舗数調整後）の約4317億円と、高級ブランド品やバレンタイン関連の需要が牽引して1月に続くプラスとなった。2カ月連続の売上増は、東日本大震災の反動増が寄与した2012年3-4月以来となる[42]。
- 20日
  - ソニー・コンピュータエンタテインメント（SCE）が次世代ゲーム機「PlayStation 4」（PS4）を発表[43]。
  - 東京株式市場の日経平均終値は4年5か月ぶりの高値の1万1468円28銭になった[44]。
- 22日 - ムーディーズはイギリスの国債格付けを「Aaa」から「Aa1」に引き下げた。見通しは「安定的」[45]。
- 25日
  - 外国為替市場でドル/円が2010年5月以来のドル高の94円77銭になった[46]。
  - 外国為替市場で豪ドル/円が4年ぶりの豪ドル高の97円52銭になった[47]。
  - 東京株式市場の日経平均終値は2008年9月29日以来の高値の1万1662円52銭になった[48]。
- 26日
  -  ハンガリーの中央銀行は政策金利(2週間物預金金利)を0.25%引き下げ5.25%にすると発表した[49]。
- 28日
  - 化粧品大手の資生堂が、化粧品と医薬部外品の原料における動物実験の廃止を発表[50]。
  - 近鉄百貨店グループの近鉄松下百貨店（山口県周南市）が閉店、50年の歴史に幕[51][52]。
  - 半導体大手エルピーダメモリは、マイクロン・テクノロジーの子会社化による更生計画案が東京地方裁判所から認可された[53]。

### 3月
- 1日
  - 年金積立金管理運用独立行政法人（GPIF）は、2012年10-12月期の運用実績が2012年11月末からの円安・株高の影響で5兆1352億円の利益を計上したことを発表した[54]。
  - そごう・西武は同日付で、社長に松本隆（取締役専務執行役員）が昇格。前任の山下国夫は5月に顧問に退く予定[55]。
  - ニューヨーク株式市場ダウ平均株価が終値で5年5ヶ月ぶりの高値の1万4089.66ドルになった[56]。
- 4日
  - J・フロントリテイリングはこの日、系列子会社のピーコックストアをイオングループに4月1日付で売却する事を発表[57]。
  - 大公国際資信評価有限公司（中国語:大公国际）は日本の円建て日本国債の信用格付けを「A+」から「A」に格下げした。見通しは「弱含み」[58]。
- 5日 - 円の長期金利(新発10年物国債)が2003年6月以来の低金利の0.585%となった[59]。
- 6日
  - 経営再建中の大手家電メーカーシャープが、韓国家電大手のサムスン電子との資本業務提携を決定[60]（28日に出資完了[61]）。
  -  ポーランドの中央銀行は政策金利を0.5%引き下げ3.25%とした[62]。
- 8日
  -  メキシコの中央銀行は政策金利を0.5%引き下げ過去最低の4%とした[63]。
  - フィッチはイタリアの信用格付けを「A-」から「BBB+」に引き下げた。格付け見通しは「弱含み」[64]。
  - フィッチは タイの長期外貨建て発行体デフォルト格付けを「BBB」から「BBB+」に引き上げた。格付け見通しは「安定的」[65]。
  - 外国為替市場で豪ドル/円が4年半ぶりの豪ドル高の97円74銭になった[66]。
  - 外国為替市場でドル/円が2009年8月以来のドル高の96円54銭になった[67]。
  - 東京株式市場の日経平均終値は4年半ぶりの高値の1万2283円62銭になった[68]。
  - ニューヨーク株式市場ダウ平均株価が4日連続で終値の史上最高値を更新し1万4089.66ドルになった[69]。
  - 外国為替市場でNZドル/円が4年半ぶりのNZドル高の79円91銭になった[70]。
- 12日
  - 外国為替市場で豪ドル/円が2008年8月以来の豪ドル高の99円55銭になった[70]。
  - 外国為替市場でドル/円が2009年8月以来のドル高の96円71銭になった[71]。
- 13日 - 外国為替市場でポンド/ドルが2年半ぶりのポンド安の1.4832ドルになった[72]。
- 14日
  - 韓国サムスン電子がスマートフォンの新型機種「ギャラクシーS4」をこの日、アメリカのニューヨークにて発表[73]。
  - ニューヨーク株式市場ダウ平均株価が8営業日連続で終値の史上最高値を更新し1万4539.14ドルになった[74]。
  - S&Pは プエルトリコの一般財源債の格付けを「BBB」から「BBB-」に格下げした[75]。
- 15日
  - 東京株式市場の日経平均終値は2008年9月8日以来の高値の1万2560円95銭になった[76]。
  - 安倍晋三内閣総理大臣が記者会見を開き環太平洋戦略的経済連携協定（TPP）交渉参加を表明。
- 16日 - 欧州連合ユーロ圏財務相会合で、キプロスに国内全預金への課税を条件として100億ユーロ（約1兆2千億円）支援することで合意。キプロス政府は経過措置として銀行預金封鎖を実施[77]。
- 18日 - パナソニックが、日本国内で唯一手掛けていたプラズマテレビの生産から撤退することが明らかになった[78]。
- 19日
  - 白川方明日銀総裁が退任[79]。
  - キプロス議会が、金融支援条件の預金課税法案を否決[80]。
  -  インドの中央銀行は政策金利（レポレート）を0.25%引き下げ7.5%とした[81]。
- 20日 - 日本銀行、新総裁に黒田東彦が就任[82]。
- 23日 - 交通系ICカード10種類が全国相互利用が開始された。
- 21日
  -  エジプトの中央銀行は政策金利（翌日物預金金利）を0.5%引き上げ9.75%とした[83]。
  - ムーディーズは エジプトの国債格付けを「B3」から「Caa1」に引き下げた。格付け見通しは「弱含み」[84]。
  - S&Pは キプロスの長期外貨建て格付けを「CCC+」から「CCC」に引き下げた。見通しは「弱含み」[85]。
  - 東京株式市場の日経平均終値は2008年9月8日以来の高値の1万2635円69銭になった[86]。
- 22日 - 円の長期金利（新発10年物国債）が2003年6月20日以来の低金利の0.565%となった[87]。
- 26日
  - 中国とブラジルは通貨スワップ協定を締結した。期間は3年間、年間最大1900億元（約2兆8500億円）[88]。
  -  ハンガリーの中央銀行は政策金利（2週間物預金金利）を0.25%引き下げ過去最低の5%とした[89]。
  - 東京証券取引所1部上場で時価総額が1兆円を突破している企業の数が、2012年11月14日に当時の野田佳彦首相が衆院解散を表明してから、約4カ月で約1.5倍に急増。東証1部全体の時価総額は3月26日時点で約362兆円となり、解散表明時に比べ約111兆円増加した[90]。
- 27日
  - イオンがスーパー大手のダイエーに対しTOBを実施、子会社する方針を固めた[91]。
  - フィッチは フィリピンの外貨建て長期債格付けを「BB+」から「BBB-」に引き上げた。格付け見通しは「安定的」[92]。
- 28日
  - 経営再建中のシャープが、本社部門の人員を4月1日付で1400人→700人に半減、経営スリム化による組織改革を発表[93]。
  - ニューヨーク株式市場ダウ平均株価が終値の史上最高値を更新し1万4578.54ドルになった[94]。
  - 約2週間ぶりに再開された キプロスで銀行の預金引出制限(300ユーロ/日)や商取引制限(5000ユーロ)などの資本規制が行われた[95]。資本規制はユーロ圏で初めて[96]。
- 29日 - 角川グループホールディングスが、完全子会社9社の吸収合併および「KADOKAWA」への社名変更を発表[97]。
- 31日 - 日本の中小企業金融円滑化法が期限[98]。

### 4月
- 1日
  - 大手レコード会社ユニバーサルミュージック日本法人がEMIミュージック・ジャパンを吸収合併[99]。
  - 日本で宝くじの1つである『ロト7』が発売開始。（1等でキャリーオーバーがある場合最大8億円。）
  - 日本で自動車損害賠償責任保険の保険料が値上げされた。
- 2日
  - ニューヨーク株式市場ダウ平均株価が終値の史上最高値を更新し1万4662.01ドルになった[100]。
- 4日 - 日本銀行は2%の「物価安定の目標」を2年程度で実現するため、マネタリーベースおよび長期国債・ETFの保有額を2年間で2倍に拡大し、長期国債買入れの平均残存期間を2倍以上に延長すること（量的・質的金融緩和）を全員一致で決定した[101]。
- 5日
  - 外国為替市場でドル/円が2009年6月以来のドル高の97円84銭になった[102]。
  - 東京株式市場の日経平均が終値で年初来高値を更新し1万2833円64銭になった。東証1部の出来高が過去最高(64億4912万株)を更新。売買代金は4兆8633億円[103]。
  - 日本の長期金利が2003年6月11日の過去最低を更新した4日の記録(0.425%)を更新して0.315%となった[104][105]。
  - 東京債券市場は国債先物価格の急落のため2008年10月14日以来のサーキットブレーカー制度を2回発動した[106]。
  - フランスの長期金利が過去最低の1.716%となった[107]。
  -  オーストリアの長期金利が過去最低の1.474%となった[107]。
  -  ベルギーの長期金利が過去最低の1.925%となった[107]。
- 9日 - フィッチは 中国中国の人民元建て長期国債格付けを「AA-」から「A+」に引き下げた[108]。
- 10日 - 金現物価格(消費税込)が33年ぶりの高値の5335円になった[109]。
- 11日
  - TOPIXの終値はリーマン・ショック前以来、高値を更新した。
  - 外国為替市場でドル/円がドル高の99円95銭になった[110]。
  - 外国為替市場でユーロ/円がユーロ高の131円12銭になった[110]。
  - 外国為替市場で豪ドル/円が2007年11月以来の豪ドル高の105円26銭になった[111]。
  - 東京株式市場の日経平均が終値で4年9ヶ月ぶりに1万3500円台を回復し1万3549円16銭になった[112]。
  - ニューヨーク株式市場ダウ平均株価が終値で史上最高値の1万4865.14ドルになった[113]。
- 13日 - 4月の時事通信社の世論調査では、7割の人が景気回復を実感していないと回答した[114]。
- 15日
  - 中国とアイスランドが、自由貿易協定（FTA）を締結。
  - 東京商品取引所は金先物価格の急落のためサーキットブレーカーを2回発動した[115]。
- 16日
  - 東京商品取引所は金先物価格の急落のためサーキットブレーカーを発動した。この2日間で17%下落し4132円となった[115]。
  - ソニーとオリンパスが共同出資し、新型内視鏡等の開発・製造を手掛ける新会社ソニー・オリンパスメディカルソリューションズが設立[116]。
  - 金現物価格が2年強ぶりの安値の1321.35ドルになった[117]。
- 17日 -  ブラジルの中央銀行は政策金利を0.25%引き上げ7.5%とした[118]。
- 19日 - フィッチはイギリスの格付けを「AAA」から「AA+」に引き下げた[119]。
- 20日 - 三菱東京UFJ銀行・みずほ銀行・三井住友銀行の三大メガバンクの2013年3月期決算の税引き後利益が合計で2兆円を超え、7年ぶりの高水準となる見通しとなった[120]。
- 23日 - イタリアの2年債利回りが過去最低の1.125%になった[121]。
- 24日 - S&Pは コロンビアの長期外貨建てソブリン信用格付けを「BBB-」から「BBB」に、短期外貨建てソブリン信用格付けを「A-3」から「A-2」に格上げした[122]。
- 25日 - 東京株式市場の日経平均が終値で4年10ヶ月ぶりに1万3900円台を回復し1万3926円08銭になった[123]。
- 26日 - パナソニックが充電式電池ブランドを統一、子会社の三洋電機の充電池「エネループ」の新シリーズを発売した[124]。
- 30日 - ムーディーズは スロベニアの信用格付けを「Baa2」から「Ba1」（ジャンク級）に2段階引き下げた。格付け見通しは「弱含み」[125]。

### 5月
- 1日
  - 関西電力が平均9.75%[126]、九州電力が平均6.23%の値上げ[127]。
  - 日本の安倍晋三首相は原発輸出を推進して、中東に22億ドルを支援を表明[128]。
- 2日 - 欧州中央銀行は政策金利（リファイナンス金利）を0.25%引き下げ、過去最低の0.5%とした[129]。
- 3日
  - イタリアの長期金利が2006年2月以来の低金利3.68%となった[130]。
  - スペインの長期金利が2010年5月以来の低金利3.94%となった[130]。
  - ドイツの長期金利が昨年7月23日以来の低金利1.15%となった[130]。
  - ニューヨーク株式市場ダウ平均株価が終値の史上最高値を更新し1万4973.96ドルになった[131]。
  -  インドの中央銀行は政策金利（レポ金利）を0.25%引き下げ7.25%とした[132]。
- 7日 -  オーストラリアの中央銀行は政策金利（オフィシャルキャッシュレート）を0.25%引き下げ過去最低の2.75%とした[133]。
- 8日
  - フィッチは メキシコの長期の外貨建て発行体デフォルト格付けを「BBB」から「BBB+」に引き上げた[134]。
- 9日
  - ヤマハ発動機は2003年-2007年に製造した原付バイク6車種、約54000台の改善対策を国土交通省に届け出た[135]。
  - 韓国の中央銀行は政策金利を0.25%引き下げ過去最低の2.5%とした[136]。
  - 外国為替市場でドル/人民元が史上最安値のドル安の6.1307元になった[137]。
- 10日
  - 外国為替市場でドル/円が4年7ヶ月ぶりのドル高の101円98銭になった[138]。
  -  ベトナムの中央銀行はリファイナンス金利を1%引き下げ7%とし、公定歩合を1%引き下げ5%とした[139]。
  - 東京株式市場の日経平均が終値で5年4ヶ月ぶりに1万4600円台を回復し1万4607円54銭になった[140]。
  - ニューヨーク株式市場ダウ平均株価が終値で過去最高値の1万5118.49ドルになった[141]。
- 14日
  -  セルビアの中央銀行は政策金利（1週間物レポ金利）を0.5%引き下げ11.25%とした[142]。
  - フィッチは ギリシャの外貨建て長期発行体デフォルト格付けと現地通貨建ての長期発行体デフォルト格付けをともに「CCC」から「B-」に引き上げた。格付け見通しは「安定的」[143]。
- 15日 -  ギリシャの長期金利が2010年10月以来の低金利8.79%となった[144]。
  - 5年4ヶ月ぶりに日経平均株価が15,000円台を回復した[145]。
- 16日
  -  トルコの中央銀行は政策金利（1週間物レポ金利）を0.5%引き下げ4.5%とした[146]。
  - ムーディーズは トルコ国債の格付けを「Ba1」から「Baa3」（投資適格級）に引き上げた。格付け見通しは「安定的」[147]。
- 17日
  - フィッチは スロベニアの長期外貨建て格付けを「A-」から「BBB+」に引き下げた。格付け見通しは「弱含み」[148]。
  - 外国為替市場でドル/円が4年半ぶりのドル高の103円29銭になった[149]。
  - 外国為替市場でユーロ/円が3年半ぶりのユーロ高の132円48銭になった[149]。
  - 東京株式市場の日経平均が終値で5年4ヶ月ぶりの高値1万5138円12銭になった[150]。
- 19日 - 東京証券取引所1部上場企業の2013年3月期連結決算で、業績発表を終えた企業の約7割に当たる943社の経常利益が、2012年4-12月期時点の会社予想を上回りアベノミクスによる円安・株高による景況感の好転を受けて、2013年1月以降に想定を超えるペースで企業の業績改善が進んだことが浮き彫りとなった[151]。
- 20日 - 時価総額が1兆円を超える企業も94社に急増し、リーマン・ショック前の2007年末（107社）以来の水準となった[152]。
- 22日
  - 外国為替市場でドル/円が2008年10月以来のドル高の103円74銭になった[153]。
  - 東京株式市場の日経平均が終値で5年5ヵ月ぶりに1万5600円台を回復し1万5627円26銭になった[154]。
- 23日 - 東京株式市場の日経平均が年初来高値1万5942円60銭となった後、大幅反落(過去11位)。前日比1143円28銭安の1万4483円98銭[155]。
- 27日 -  イスラエルの中央銀行は政策金利を0.25%引き下げ1.25%とした[156]。
- 28日
  - ニューヨーク株式市場でダウ平均の終値の最高値(1万5409.39ドル)を更新[157]。
  -  ハンガリーの中央銀行は政策金利を0.25%引き下げ過去最低の4.25%とした[158]。
- 29日
  -  タイの中央銀行は政策金利を0.25%引き下げ2.5%とした[159]。
  -  ブラジルの中央銀行は政策金利を0.5%引き上げ8%とした[160]。

### 6月
- 3日 - フィッチは キプロスの長期外貨建て発行体デフォルト格付けを「B」から「B-」に引き下げた。格付け見通しは「弱含み」[161]。
- 5日 -  ポーランドの中央銀行は政策金利を0.25%引き下げ過去最低の2.75%とした[162]。
- 6日 -  セルビアの中央銀行は政策金利(1週間物レポ金利)を0.25%引き下げ11%とした[163]。
- 10日
  -  インドのルピーが対ドルで1ドル58.15ルピーとなり、過去最安値を更新。
  - 海外投資家の5月の日本株買入れ額は46兆9988億円、売却額は45兆7541億円となり、過去最高を更新していたことが明らかとなった[164]。
  - 日経平均は前週末比636円67銭（4.94%）高の1万3514円20銭となった[165]。上げ幅は2008年10月30日（817円86銭）以来およそ4年8ヶ月ぶりの大きさとなり、上昇率は2011年3月16日（5.67%）以来2年3ヶ月ぶりの高さとなった[165]。
- 11日 - 外国為替市場でドル/ルピーが過去最高値のドル高の58.98ルピーになった[166]。
- 13日 -  インドネシアの中央銀行は、政策金利を0.25%引き上げ、6.0%とすることを決めた[167]。
- 20日 - 中国の短期金利が過去最高水準に上昇した。翌日物レポ金利が一時13.91%、7日物レポ金利が一時12.45%となった[168]。
- 23日 - 中国とイギリスの中央銀行である中国人民銀行とイングランド銀行が通貨スワップ協定締結を発表。期間3年、限度額は2000億元（約3兆2000億円）[169]。
- 24日 - 日本と韓国は7月3日に期限を迎える通貨スワップ取極(30億ドル)を延長しないと発表した[170]。
- 25日 -  ハンガリーの中央銀行は政策金利を0.25%引き上げ過去最低の4.25%とした[171]。
- 27日
  - インデックス（旧社）が民事再生法の適用申請。 負債総額は約245億円[172]。
  - 上海総合指数が4年ぶりの安値1950.01になった[173][174]。
  - 金現物価格が3年ぶりの安値の1197.1ドルになった[175]。
  -  キプロスは期間が短めの国債(10億ユーロ相当)を長めの国債と交換すると公表した[176]。
- 28日
  - S&Pは キプロスの外貨建てソブリン格付けを「CCC」から「SD(選択的債務不履行)」に格下げした。フィッチも「CCC」から「RD(一部債務不履行)」に格下げした[177]。
  - 東京商品取引所は金先物の売り集中のため「サーキットブレーカー」を発動した。金先物価格は2年3ヶ月ぶりの安値の3750円になった[178]。
  - 厚生労働省が発表した5月の有効求人倍率（季節調整値）は0.90倍となり前月から0.01ポイント上昇、2008年6月の0.92倍以来、約5年ぶりの高水準で同年9月のリーマン・ショック後で初めて0.9倍を回復した[179]。

### 7月
- 1日
  - みずほコーポレート銀行がみずほ銀行を吸収合併し、行名を「みずほ銀行」に変更。
  - 日立金属と日立電線が存続会社を日立金属として同日付で合併。
  - サントリー主力子会社のサントリー食品インターナショナルが東証に上場。調達額は約4522億円。
- 2日 - 公的年金の積立金の平成24年度の運用実績は、アベノミクスへの期待などにより株価が上昇したことから、11兆2222億円の黒字となり、2013年現在の運用形態が始まった平成13年度以降、最大の収益額・収益率となった[180][181]。
- 3日 - S&Pは キプロスの外貨建てソブリン格付けを「SD(選択的債務不履行)」から「CCC+」に格上げした。見通しは「安定的」[182]。
- 5日
  - フィッチは キプロスの現地通貨建て長期発行体デフォルト格付けを「RD(一部債務不履行)」から「CCC」に格上げした[183]。
  - フィッチは エジプトの長期外貨・自国通貨建て発行体デフォルト格付けを「B」から「B-」に格下げした[184]。
- 8日
  - 2013年上半期（1-6月）の全国の企業倒産件数は前年同期比10.9%減の5620件であり、上半期としてはバブル景気時の1991年以来22年ぶりの低水準で、負債総額も10.4%減の1兆7987億円で過去20年間で2番目に低かった[185]。
  - IMFから発表された世界経済見通しの成長率において、先進国・発展途上国を問わず下方修正される中、日本だけが唯一上方修正となった[186]。
- 9日 - 日銀が発表した6月のマネーストック速報によると、現金とすべての預金取扱機関に預けられた預金を合計した「M3」の前年同月比伸び率は3.0%増となり、2013年現行統計で遡れる2004年4月以降では最大となった[187]。
- 10日 - ソフトバンクはアメリカ合衆国の「スプリント・ネクステル」の買収手続きを完了し、新社名「スプリント」に変更した[188]。
- 11日
  - ニューヨーク株式市場でダウ平均株価の終値が、前日比+169.26ドルの1万5460.92ドルとなり、終値の最高値を更新[189]。
  -  インドネシアの中央銀行は政策金利を0.5%引き上げ6.5%とした[190]。
- 12日 - フィッチはフランスの格付けを「AAA」から「AA+」に引き下げた。見通しは「安定的」[191]。
- 15日 - フィッチは欧州金融安定ファシリティの信用格付けを「AAA」から「AA+」に格下げした。見通しは「安定的」[192]。
- 16日 - 日本取引所グループは傘下の東京証券取引所と大阪証券取引所の現物株市場を統合[193]。
- 18日
  - アメリカ合衆国ミシガン州デトロイト市が、連邦倒産法9章の適用を申請。負債総額は約180億ドル[194]。
  - ムーディーズはアメリカ合衆国の格付け見通しを「安定的」に引き上げた。格付けは「Aaa」[195]。
  - ニューヨーク株式市場ダウ平均株価が終値で過去最高値の1万5548.54ドルになった[196]。
- 23日
  - ニューヨーク株式市場ダウ平均株価が終値で過去最高値の1万5567.74ドルになった[197]。
  -  ハンガリーの中央銀行は政策金利を0.25%引き下げ4%とした[198]。
- 28日 - 広告業界2位のピュブリシス・グループ（フランス）と3位のオムニコム・グループ（米国）が合併することで合意。新会社はピュブリシス・オムニコム・グループとなる[199]。
- 29日 - レギュラーガソリンの平均価格が2008年10月14日以来の高値の1リットル158.8円になった[200]。
- 30日 - 総務省が発表した6月の労働力調査によると、完全失業率（季節調整値）は3.9%で、2008年10月（3.8%）以来4年8カ月ぶりに3%台に下がった[201][202]。

### 8月
- 2日 - ニューヨーク株式市場ダウ平均株価が終値で過去最高値の1万5658.36ドルになった[203]。
- 5日
  -  ルーマニアの中央銀行は政策金利を0.5%引き下げ過去最低の4.5%とした[204]。
  - レギュラーガソリンの平均価格が2008年10月以来の高値の1リットル160.1円になった[205]。
- 6日 -  オーストラリアの中央銀行は政策金利を0.25%引き下げ過去最低の2.5%とした[206]。
- 7日
  - イギリスの中央銀行は政策目標に失業率(7%)を採用した[207]。
  - 日本経済団体連合会（経団連）が発表した夏のボーナス（賞与・一時金）に関する最終集計によると、大手企業132社の平均妥結額（組合員1人当たりの加重平均）は前年同期比4.99%増の80万9502円と率・額ともに2年ぶりにプラスとなり、伸び率は5.27%だった1991年以来の高さで、80万円超えたのは90万9519円だった2008年以来、5年ぶりとなった[208]。
- 9日 - 日銀が発表した7月のマネーストック速報によると、「M3」に投資信託や国債などを加えた「広義流動性」の伸び率は3.4%となり、前月より0.2ポイント拡大し6年ぶりの高い伸びとなった[209]。
- 12日 - レギュラーガソリンの平均価格が6週連続値上がりし、1リットル160.2円になった[210]。
- 16日
  - 外国為替市場でドル/ルピーが過去最高値のドル高の62.03ルピーになった[211]。
  - いいちこ販売元の三和酒類、大分県の行政機関宛てに同焼酎の紙パック数本に毒物を入れたという内容の葉書が届いたことを受け、大阪府・広島県・山口県で対象商品を自主回収[212]。
- 17日 - アメリカ合衆国の長期金利が2年ぶりの高金利2.866%となった[213]。
- 21日 - 日本政府観光局（JNTO）が発表した7月の訪日外国人客数は100万3100人と前年同月比で18%増加し、単月で初めて100万人の大台を超え過去最高となった[214]。
- 22日
  -  ドイツの長期金利が1年半ぶりの高金利1.943%となった[215]。
  - アメリカ合衆国の長期金利が2011年7月以来の高金利2.93%となった[216]。
  - 外国為替市場でドル/ルピーが過去最高値のドル高の65.04ルピーになった[217]。
  - 外国為替市場でドル/トルコリラが1981年以来のドル高の1.9832リラになった[218]。
- 28日
  -  ブラジルの中央銀行は政策金利を0.5%引き上げ9%とした[219]。
  - ニューヨーク原油先物(WTI)が一時2年4ヶ月ぶりの高値112.24ドルになった[220]。
  - 外国為替市場でドル/ルピーが過去最高値のドル高の68.85ルピーになった[221]。
- 29日
  -  インドネシアの中央銀行は政策金利を0.5%引き上げ7%とした[222]。
  - 東京商品取引所で原油先物価格が一時4年11か月ぶりの高値6万6750円になった[223]。
  - 外国為替市場でドル/トルコリラが1981年以来のドル高の2.0730リラになった[224]。
- 30日
  - 総務省が発表した7月の全国消費者物価指数（2010年=100）は、価格変動の大きい生鮮食品を除く総合指数が100.1となり、前年同月比0.7%上昇、2008年11月（1.0%）以来、4年8カ月ぶりの高い水準となった[225][226][227]。
  - 総務省が発表した7月の女性の完全失業率は前月比0.2ポイント低下し3.3%となり、1997年9月以来、15年10カ月ぶりの低水準となった[228]。

### 9月
- 1日 - 北海道電力7.73%、東北電力8.94%、四国電力7.8%の電気料金の値上げ。
- 2日 - レギュラーガソリンの平均価格が4年11ヶ月ぶりの高値の1リットル160.7円になった[229]。
- 3日
  - 日本銀行はマネタリーベースが176兆9927億円(8月末)となったことを発表。
  -  ドイツの長期金利が2012年3月21日以来の高金利2.05％となった[230]。
  - イギリスの長期金利が2011年7月27日以来の高金利3.01％となった[231]。
- 4日 - アメリカ合衆国の長期金利が2011年7月以来の高金利3.005％となった[232]。
- 6日 -  メキシコの中央銀行は政策金利を0.25%引き下げ3.75%とした[233]。
- 9日 - レギュラーガソリンの平均価格が1リットル161.4円になった[234]。
- 11日
  - 日銀が発表した8月の国内企業物価指数（2010年平均=100）は102.5となり、前年同月比で2.4%上昇し、2008年11月（2.4%）以来4年9カ月ぶりの高い伸びとなった[235]。
  - 内閣府・財務省が発表した7-9月期の法人企業景気予測調査によると、大企業の景況感を表す景況判断指数はプラス12.0となり、2004年4-6月期の調査開始以来最高となった[236]。
- 12日 -  インドネシアの中央銀行は政策金利を0.25%引き上げ7.25%とした[237]。
- 18日 - ニューヨーク株式市場ダウ平均株価が終値で過去最高値の1万5676.94ドルになった[238]。
- 19日
  - 外国為替市場でユーロ/円が3年半ぶりのユーロ高の133.985円になった[239]。
  - 外国為替市場でスイスフラン/円が23年ぶりのスイスフラン高の109.37円になった[240]。
  - 外国為替市場でポンド/円が4年ぶりのポンド高の159.98円になった[240]。
- 20日 -  インドの中央銀行は政策金利(レポレート)を0.25%引き上げ7.5%とした[241]。
- 23日 -  イスラエルの中央銀行は政策金利を0.25%引き下げ1%とした[242]。
- 24日 -  ハンガリーの中央銀行は政策金利を0.2%引き下げ過去最低の3.6%とした[243]。
- 27日
  - 総務省が公表した8月の全国消費者物価指数は、前年比0.8%上昇の100.4となり、上昇幅は7月の0.7%から拡大し、民間予測（プラス0.7%）も上回り、2008年11月（同1.0%上昇）以来の伸びとなった[244]。
  - みずほ銀行が提携ローン会社オリエントコーポレーションを通じて暴力団構成員らに融資していた問題で同行に業務改善命令。10月8日、同行から金融庁への当初の説明と異なり、暴力団への融資について同行の経営陣にも報告が行われていたことが判明[245]。

### 10月
- 1日
  - 日本の安倍晋三首相は2014年4月からの消費税率引き上げ(8%)を決定した[246]。
  - アメリカ合衆国政府は17年ぶりに政府機関の一部閉鎖を開始した[247]。
- 3日
  - ムーディーズは フィリピンの格付けを「Ba1」から「Baa3」(投資適格級)に引き上げた。格付け見通しは「強含み」[248]。
- 9日 -  ブラジルの中央銀行は政策金利を0.5%引き上げ9.5%とした[249]。
- 10日 - 内閣府が発表した8月の機械受注統計（季節調整値）は、民間設備投資の先行指標となる「船舶・電力を除く民需」の受注額が前月比5.4%増の8193億円となり、受注額はリーマン・ショックのあった2008年9月以来、約5年ぶりの高水準となった[250]。
- 11日 - ロイヤル・メールがロンドン株式市場に上場（初値は450ペンス）[251]。
  - 金融庁、投資助言会社アブラハム・プライベートバンクが、海外投資ファンドの商品を実質的に無登録で販売し、金融商品取引法に違反したとして、関東財務局が2014年4月10日まで6か月の業務停止命令、および責任の所在の明確化や投資家保護に万全の措置を講じるよう業務改善命令を出したことを発表[252][253]。
  - はごろもフーズ、缶詰「シーチキンマイルド」について「味に違和感がある」との消費者からの申し出を受けて検査したところ、同社の基準値を最大10倍程度上回るヒスタミンが検出されたとして3種類約672万缶を自主回収[254]。
- 17日 - アメリカ合衆国政府は一部閉鎖されていた政府機関を約2週間ぶりに再開した[255]。
- 18日 -  セルビアの中央銀行は政策金利(1週間物レポ金利)を0.5%引き下げ10.5%とした[256]。
- 22日 - 外国為替市場でユーロ/円が2009年11月以来のユーロ高の135円51銭になった[257]。
- 25日
  - 外国為替市場でユーロ/ドルが2011年11月以来のユーロ高の1.3832ドルになった[258]。
  -  メキシコの中央銀行は政策金利を0.25%引き下げ3.5%とした[259]。
  - 中国の短期金利が6月以来の高水準に上昇し、翌日物レポ金利が一時7.5％となった[260]。
- 29日
  - デルがMBO成立によりナスダック上場廃止[261]。
  - ニューヨーク株式市場ダウ平均株価終値が9月18日の過去最高値を更新し、1万5680.35ドルになった[262]。
  -  インドの中央銀行は政策金利(レポレート)を0.25%引き上げ7.75%とした[263]。
- 30日
  - ブラジルの石油大手OGXが会社更生手続きを申請。負債総額51億ドル(5000億円)。
  - 中国の1年物国債利回りが2007年以来の高水準4.1%となった[264]。
  -  ハンガリーの中央銀行は政策金利を0.2%引き上げ過去最低の3.4%とした[265]。

### 11月
- 5日
  -  ルーマニアの中央銀行は政策金利を0.25%引き上げ過去最低の4%とした[266]。
  - 大阪市信用金庫（存続金庫）、大阪東信用金庫、大福信用金庫の信用金庫3社が対等合併して大阪シティ信用金庫となった[267]。
- 7日
  - 欧州中央銀行は政策金利を0.25%引き下げ過去最低の0.25%とした[268]。
  - 内閣府が発表した9月の景気動向指数（2010年=100）は、景気の現状を示す一致指数が前月比0.6ポイント上昇の108.2となり、リーマン・ショック前の2008年7月（110.7）以来、約5年ぶりの高水準となった[269]。
- 8日
  - ニューヨーク株式市場ダウ平均株価終値が過去最高値を更新し、1万5761.78ドルになった[270]。
  - S&Pはフランスの外貨建て・現地通貨建ての長期ソブリン信用格付けを「AA+」から「AA」に格下げした[271]。
- 12日 - 内閣府が発表した10月の消費動向調査によると、半年後の暮らしの明るさを示す消費者態度指数（一般世帯、季節調整値）は41.2と前月比4.2ポイント低下し、東日本大震災後の2011年4月（5.3ポイント低下）以来の下落幅になった[272]。
- 13日 - 経団連が発表した冬のボーナス（賞与・一時金）妥結額の第1回集計によると、大手企業76社の平均妥結額（組合員1人あたりの加重平均）は前年同期比5.79%増の82万2121円となり、伸び率は1959年の調査開始後、バブル期の1990年（6.15%増）に次ぐ水準となった[273]。
- 15日
  - 中国の人民元5年物国債先物が最安値となった[274]。
  - ニューヨーク株式市場ダウ平均株価終値が過去最高値を更新し、1万5961.70ドルになった[275]。
  - SCEは次世代ゲーム機「PlayStation 4」(PS4)をアメリカ合衆国と カナダで発売した[276]。
- 22日
  - ニューヨーク株式市場ダウ平均株価終値が過去最高値を更新し、1万6064.77ドルになった[277]。
  - 外国為替市場でユーロ/円が4年ぶりのユーロ高の137円32銭になった[278]。
- 27日
  - ニューヨーク株式市場ダウ平均株価終値が過去最高値を更新し、1万6097.33ドルになった[279]。
  -  タイの中央銀行は政策金利を0.25%引き下げ2.25%とした[280]。
  -  ブラジルの中央銀行は政策金利を0.5%引き上げ10%とした[281]。
  - 外国為替市場でポンド/円が2008年10月以来のポンド高の166円14銭になった[282]。
  - ビットコインの価格が急騰し1073ドルになった[283]。
  - 日銀が発表した2013年9月中間決算は、純損益に当たる当期剰余金が4006億円の黒字となり、中間決算としては5年ぶりの黒字に転換した[284]。
- 28日
  - 東京株式市場の日経平均が終値で6年ぶりの高値1万5727円12銭になった[285]。2007年12月12日以来約6年ぶりの高値となった[286]。
- 29日
  - 外国為替市場でユーロ/円が5年ぶりのユーロ高の139円71銭になった[287]。
  - 外国為替市場でポンド/ドルが2011年8月以来のポンド高の1.6384ドルになった[288]。
  - S&Pは キプロスの長期ソブリン格付けを「CCC+」から「B-」に格上げした[289]。
  - S&Pは オランダの格付けを「AAA」から「AA+」に格下げした[290]。
  - ムーディーズは ギリシャ国債の格付けを「C」から「Caa3」に格上げした。見通しは「安定的」[291]。
  - 総務省が発表した10月の全国消費者物価指数（コアCPI）は、100.7と前年同月比0.9%上昇、食料およびエネルギーを除く指数（コアコアCPI）も0.3%上昇し、2008年10月以来のプラスとなった[292]。
  - GPIFは運用資産額が、9月末に2008年6月末の122兆9935億円を上回り、過去最高の123兆9228億円となったと発表した[293]。

### 12月
- 3日 - 東京株式市場の日経平均が終値で6年ぶりの高値1万5749円66銭になった[294]。
- 6日 - 外国為替市場でユーロ/円が5年2ヶ月ぶりのユーロ高の141円05銭になった[295]。
- 9日 - 財務省が公表した国際収支状況によれば、10月の経常収支が1月以来の赤字転落となった。アベノミクスによる円安により自動車などの輸出は増加したが、燃料などの高騰がそれらを上回った形となった[296]。また、電気製品の貿易収支も初の赤字転落となった。円安にもかかわらず業績が振るわなかったことと、テレビやスマートフォンの輸入超過及び生産の海外移転が進行したことによるものとされており、円安により傷口が広がった[297]。
- 10日
  - 外国為替市場でポンド/円が2008年10月以来のポンド高の170円02銭になった[298]。
  - 外国為替市場でポンド/ドルが2011年12月以来のポンド高の1.6465ドルになった[299]。
- 11日 - 灯油の平均価格が5年ぶりの高値の18リットル1850円になった[300]。
- 13日
  - 外国為替市場でユーロ/円が2008年10月以来のユーロ高の142円83銭になった[301]。
  - 外国為替市場でドル/円が2008年10月以来のドル高の103円92銭になった[302]。
- 17日
  -  ハンガリーの中央銀行は政策金利を0.2%引き下げ過去最低の3%とした[303]。
  -  スウェーデンの中央銀行は政策金利を0.25%引き下げ0.75%とした[304]。
- 18日 - 外国為替市場でユーロ/円が5年2ヶ月ぶりのユーロ高の142円90銭になった[305]。
- 19日
  - 外国為替市場でポンド/円が2008年10月以来のポンド高の171円15銭になった[306]。
  - S&Pは メキシコの外貨建て長期債格付けを「BBB」から「BBB+」に格上げした[307]。
- 20日
  - 中国の1年物金利スワップレートが過去最高水準の4.99%となった[308]。
  - ニューヨーク株式市場ダウ平均株価終値が過去最高値を更新し、1万6221.14ドルになった[309]。
  - 金現物価格が3年ぶりの安値の1188.68ドルになった[310]。
  - 外国為替市場でドル/円が2008年10月以来のドル高の104円64銭になった[311]。
  - S&Pは 欧州連合の長期格付けを「AAA」から「AA+」に格下げした[312]。
  - 東京株式市場の日経平均が終値で6年ぶりの高値1万5870円42銭になった[313]。
  - トルコリラが過去最安値の1ドル2.0983リラまで一時下落[314]。
- 25日 - 東京株式市場の日経平均が終値で6年ぶりに1万6000円を回復し[315]、終値で1万6000円台をつけたのは2007年12月11日以来、6年ぶりとなった[316]。
- 26日
  - ニューヨーク株式市場ダウ平均株価終値が過去最高値を更新し、1万6479.88ドルになった[317]。
  - 灯油の平均価格が5年ぶりの高値の18リットル1869円になった[318]。
- 27日
  - 外国為替市場でポンド/円が5年2ヶ月ぶりのポンド高の172円75銭になった[319]。
  - 外国為替市場でドル/円が5年ぶりのドル高の105円17銭になった[320]。
  - 外国為替市場でユーロ/円が2008年10月以来のユーロ高の145円69銭になった[321]。
  - 外国為替市場でユーロ/ドルが2011年10月以来のユーロ高の1.3892ドルになった[320]。
  - 外国為替市場でポンド/ドルが2011年8月以来のポンド高の1.6577ドルになった[320]。
  - 総務省が発表した11月の全国消費者物価指数は100.7となり前年同月比で1.2%上昇し、6カ月連続で前年を上回り2008年11月（1.0%上昇）以来5年ぶりに1%台に乗せ、コアコアCPIも前年比0.6%のプラスで15年3カ月ぶりの上昇となった[322][323]。
  - 厚生労働省が発表した11月の有効求人倍率（季節調整値）は1.00倍となり、2007年10月（1.01倍）以来6年ぶりに1倍に乗せた[324][325]。
- 30日
  - 東京証券取引所の大納会に初めて現職首相が出席し、日経平均の今年終値が6年1ヶ月ぶりの高値1万6291円31銭になった[326]。大納会終値としては、2006年（1万7225円）以来、7年ぶりの高値水準となった[327]。年間の上昇率は1972年（91.9%）以来、41年ぶりの上昇率となった[328]。
  - 外国為替市場でドル/円が2008年10月以来のドル高の105.415円になった[329]。
- 31日
  - S&Pケース・シラー住宅価格指数の10月の20大都市圏指数は7年ぶりの高い上昇の前年比+13.6%になった[330]。

## 死去
- 1月22日 - 服部礼次郎、日本の元実業家、セイコーホールディングス名誉会長（* 1921年）
- 2月8日 - 江副浩正、日本の実業家、リクルート創業者（* 1936年）
- 4月19日 - アル・ニューハース（英語版）、アメリカの実業家、USAトゥデイ創業者（* 1924年）
- 12月19日 -大東隆行、日本の実業家、王将フードサービス社長（* 1941年）